# Fuseta
Fuzeta é uma vila portuguesa que foi sede da extinta Freguesia da Fuzeta do Município de Olhão, Distrito de Faro, na região do Sotavento Algarvio, freguesia que tinha 0,36 km² de área e 1 918 habitantes (2011), tendo assim uma densidade populacional de 5 327,8 hab/km². 
A Freguesia da Fuzeta foi extinta pela reorganização administrativa de 2012/2013, tendo o seu território sido agregado ao da Freguesia de Moncarapacho para integrar a então criada União de Freguesias de Moncarapacho e Fuzeta.
Por sua vez, a povoação da Fuseta foi elevada à categoria de vila em 1991.
Pertenceu ao concelho de Tavira até 1876. 

## História
A Fuzeta, segundo os relatos históricos mais antigos datados de 1572, era conhecida por “Fozeta” (diminutivo de foz) o que teria tido origem no facto de ali desaguar um ribeiro chamado “ribeiro do tronco”. É descrito como um sítio que pouco a pouco se foi desenvolvendo e aumentando em população até constituir um lugar. Desconhece-se a data em que ali se terá começado a constituir um aglomerado populacional. De início apenas existiam algumas cabanas que serviam para guardar utensílios das armações de pesca que se lançavam naquele local.
Seja como for, a Fuzeta não é tão recente como se julga. Já na época das Descobertas se ouvia falar dela, tanto assim que os seus pescadores partiram nas caravelas e, com Gaspar Corte-Real, nobre residente nestas paragens, descobriram a Terra Nova em 1500. Talvez por isso, foram os primeiros portugueses a aventurarem-se nestes mares para a difícil pesca do bacalhau.
Fuzeta era a antiga freguesia de Nossa Senhora do Carmo, um curato do concelho de Tavira, ao qual pertenceu, tendo ainda estado anexa à freguesia de Olhão. O seu povoamento iniciou-se com algumas cabanas que eram usadas pelos pescadores para guardar todos os aprestos utilizados na pesca de armação praticada neste local. Mais tarde o número de cabanas foi aumentando, dando-se a fixação de pescadores que desejavam ter uma maior comodidade na barra.
A Capela de Nossa Senhora do Carmo já existiria na freguesia no ano de 1758, numa construção erigida na sequência de um voto feito a essa Santa, devido a um fausto acontecimento. A povoação cresceu de tal forma que os moradores, cento e trinta e dois no total, requereram ao bispo do Algarve, D. Francisco Gomes do Avelar, a independência da freguesia que se encontrava anexada a Moncarapacho, em 1784. A 12 de Março desse ano, a autorização foi concedida pelo bispo D. André, criando-se uma coadjutoria anexa à freguesia na condição de que, se a povoação crescesse mais, seria totalmente separada de Moncarapacho, pagando 9 mil réis ao pároco por ano, 6 mil dos quais seriam aplicados, anualmente, na confraria do Santíssimo Sacramento da Fuzeta.

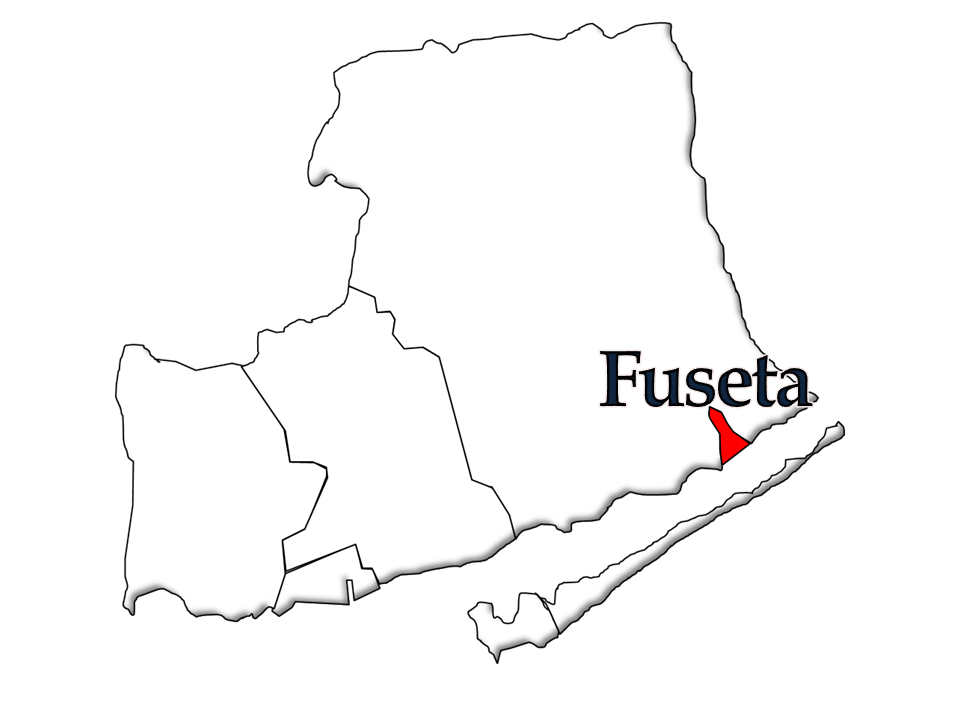
Localização da Freguesia de Fuzeta no Município de Olhão

Há registo de que a povoação teria noventa pescadores e seis barcos de pesca em 1790, indo estes pescar para os mares de Laraxe, entre Abril e Setembro. De Outubro ao final da Quaresma a faina tinha por destino os mares de Setúbal, sendo o pescado escoado em Lisboa. No ano de 1835, a freguesia ficou isenta de pagar a quantia que devia por determinação do governador do bispado, Dr. António de Santo Ilídio da Fonseca e Silva. Foi neste mesmo ano que o mesmo determinou a construção da igreja paroquial, tendo sido visitada pelo rei D. Carlos I, em 1898. Foi edificada num local elevado, sendo assistida pelos rendimentos do compromisso marítimo de 1825 que separou Fuzeta de Tavira. Os pescadores contribuíam não só para o sustento do pároco, mas também para a fábrica da igreja. Os pescadores que iam para as águas de Setúbal davam oitocentos réis para o compromisso e quatrocentos e oitenta para a igreja.
A administração da fábrica da igreja era da responsabilidade de dois homens eleitos, os quais detinham os cargos de fabriqueiro e de escrivão, sendo nomeados pelos marítimos cujo presidente era o pároco.
A actividade principal desta Vila continua a ser a pesca e os seus derivados, despontando actualmente o turismo, devido à praia, à proximidade da Ilha da Armona-Fuzeta e ao Parque de Campismo que acolhe centenas de visitantes no Verão.
Terra de pescadores, ainda conserva muitas das suas casas de forma cúbica, rematadas por terraços - as açoteias - de onde despontam as curiosas chaminés de balã, características desta zona do Algarve.

## População
| População da freguesia de Fuzeta | População da freguesia de Fuzeta | População da freguesia de Fuzeta | População da freguesia de Fuzeta | População da freguesia de Fuzeta | População da freguesia de Fuzeta | População da freguesia de Fuzeta | População da freguesia de Fuzeta | População da freguesia de Fuzeta | População da freguesia de Fuzeta | População da freguesia de Fuzeta | População da freguesia de Fuzeta | População da freguesia de Fuzeta | População da freguesia de Fuzeta | População da freguesia de Fuzeta |
| -------------------------------- | -------------------------------- | -------------------------------- | -------------------------------- | -------------------------------- | -------------------------------- | -------------------------------- | -------------------------------- | -------------------------------- | -------------------------------- | -------------------------------- | -------------------------------- | -------------------------------- | -------------------------------- | -------------------------------- |
| 1864                             | 1878                             | 1890                             | 1900                             | 1911                             | 1920                             | 1930                             | 1940                             | 1950                             | 1960                             | 1970                             | 1981                             | 1991                             | 2001                             | 2011                             |
| 1 935                            | 2 014                            | 2 255                            | 2 268                            | 2 407                            | 1 620                            | 1 848                            | 2 332                            | 2 621                            | 2 713                            | 2 189                            | 2 758                            | 3 036                            | 2 146                            | 1 918                            |

; 
;              
;

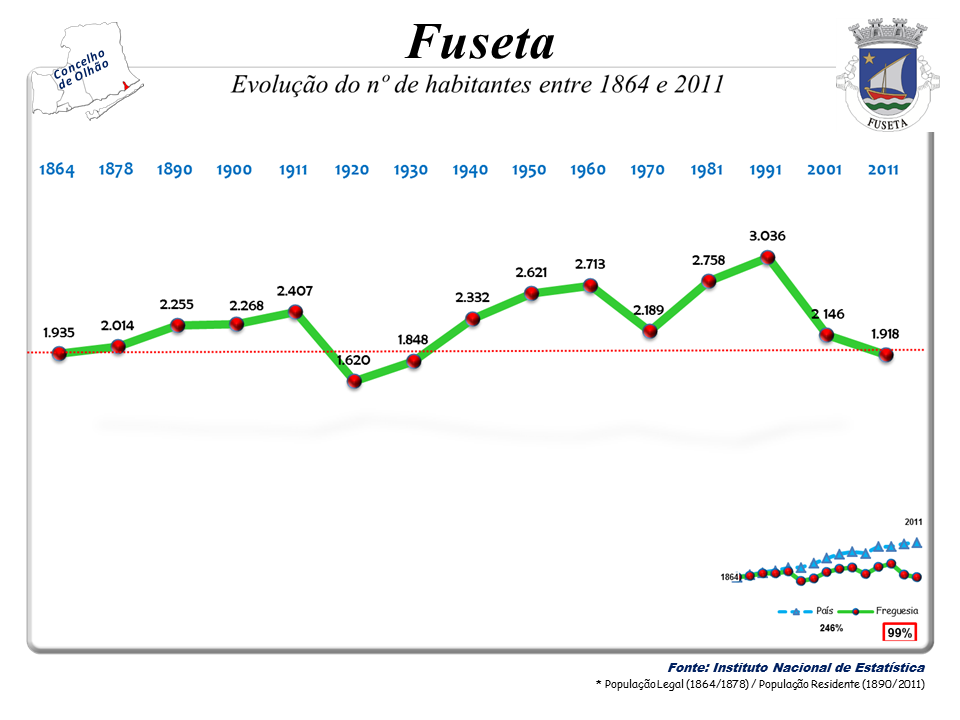
Evolução da População 1864 / 2011

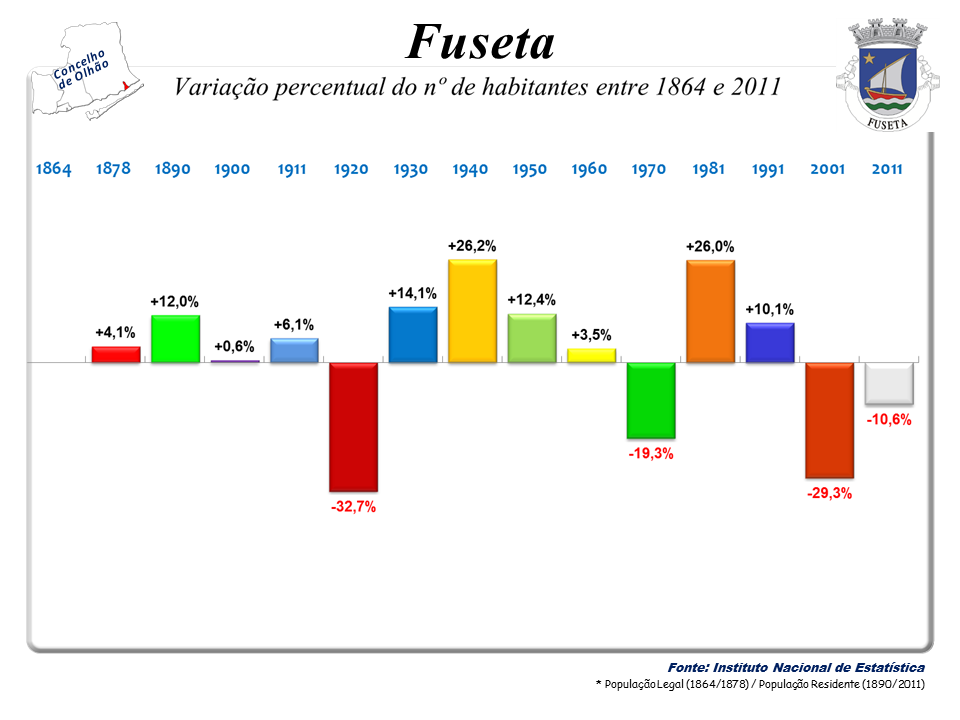
Variação da População 1864 / 2011

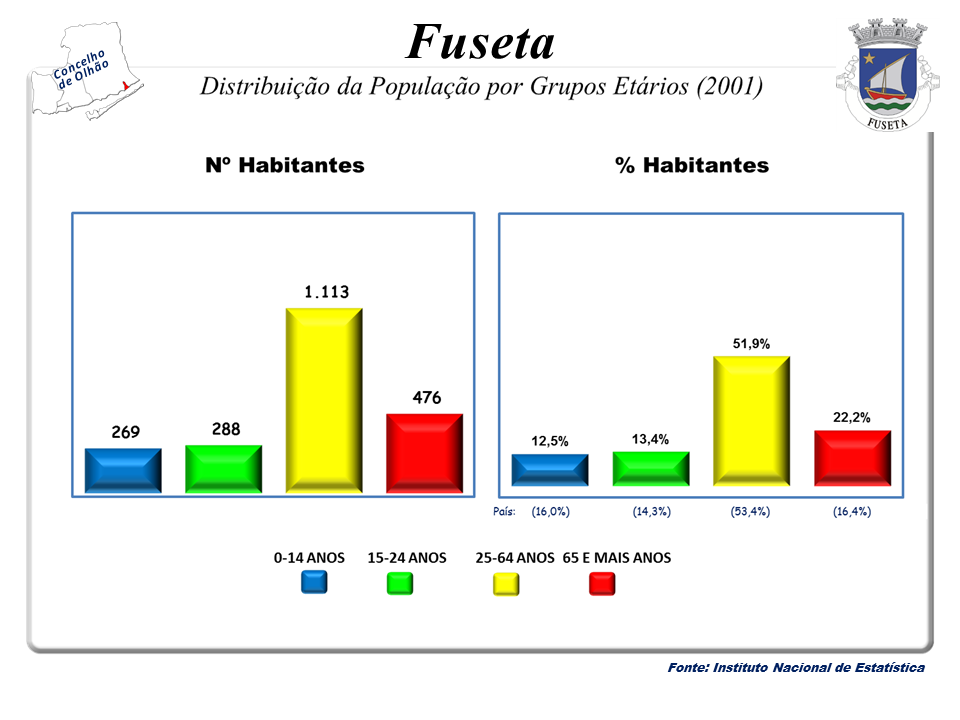
A População em 2001

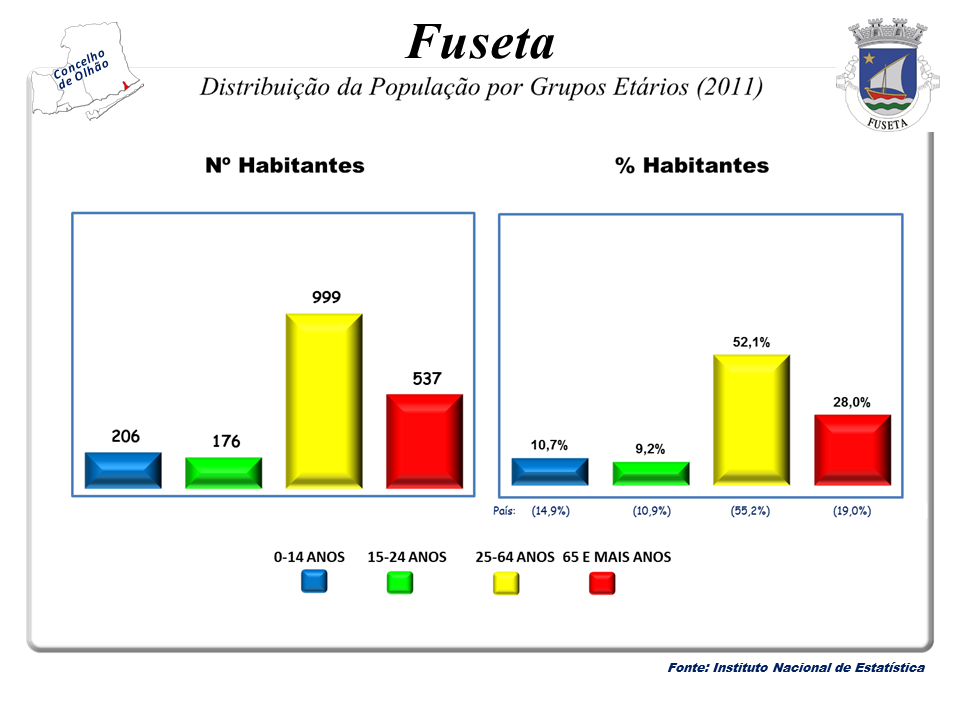
A População em 2011

No censo de 1864 figura no concelho de Tavira. Passou para o actual concelho por decreto de 22/03/1876

## Geografia
Com uma área de 0,36 quilómetros quadrados, localiza-se no litoral, sendo limitada, a Norte, pela vila de Moncarapacho, a Sul, pela Ria Formosa, a Leste, pelo Município de Tavira e, a Oeste, pela freguesia de Moncarapacho, embora apenas uma freguesia, Moncarapacho, a delimite.

## Praia
Diz-se aqui "o sol acorda e adormece envolto em tons de fogo". Enorme extensão de areia fina que, além de privilegiada com um belo pôr do Sol, tem águas de excelente qualidade. A travessia da ria é efectuada de barco a partir da localidade da Fuzeta. 

## Património
- Torre de Bias ou Atalaia de Bias
- Igreja Matriz da Fuzeta - com algumas boas imagens do século XVIII. O seu adro é um miradouro sobre a vila, com vastos horizontes da Ria e do mar.

## Grafia
Esta localidade muitas vezes é mencionada como Fuseta, no entanto isto é um erro muito comum. A grafia correta é Fuzeta uma vez que a origem do nome advém do diminutivo de foz (fozeta). A confusão na sílaba inicial (pretónica) entre Fo- e Fu- impôs a grafia actual.